# Entrada (agricultura)
Entrada, en agricultura, és un terme utilitzat per expressar una aportació o un canvi de l'exterior a l'interior en un sistema o procès agrícola que queda modificat de manera activa. En general es refereix als diferents productes aportats a les terres i als conreus, el terme comprèn fertilitzants; millorants agrícoles de les propietats físiques i químiques del sòl, com són la sorra, la torba o la calç; agroquímics; activadors i retardants de la creixença vegetal (fitohormones); i llavors, que són a la vegada una producció agrícola i un útil de producció.
Des d'un punt de vista més econòmic que tècnic, les entrades designen tots els productes necessaris per al funcionament de l'explotació agrícola que s'han d'adquirir en el mercat exterior. Així s'afegeixen el material i els equipaments, el combustible necessari perquè funcionin els aliments pels animals no produïts en la granja, els medicaments i serveis veterinaris, etc.